# 木頭村立北川中学校
木頭村立北川中学校（きとうそんりつ きたがわちゅうがっこう）は、徳島県那賀郡那賀町（閉校当時は、木頭村）木頭北川にあった公立中学校。
生徒数の減少などの理由で1982年3月31日をもって閉校し、同年4月1日に木頭村立木頭中学校（現那賀町立木頭中学校）に統合。。

## 概要
- 旧木頭村北川集落のほぼ中央、国道195号に面して校舎跡がある。緩やかな斜面に、小学校と一体だった校舎の一部が残る。

## 沿革
- 1947年（昭和22年）4月1日 - 北川中学校創立。
- 1982年（昭和57年）
  - 3月31日 - 児童数の減少により廃校。
  - 4月1日 - 木頭中学校に統合[1]。